# Herb Orzesza
Herb Orzesza – jeden z symboli miasta Orzesze w postaci herbu.

## Wygląd i symbolika
Herb przedstawia na błękitnej tarczy złoty krzew leszczyny pospolitej z trzema grubymi konarami oraz z dziesięcioma gałązkami.
Trzy konary symbolizują trzy dawne wsie, tworzące dzisiejsze miasto – Orzesze, Woszczyce i Gardawice. Gałązki symbolizują mniejsze wsie i przysiółki.

## Historia

Herb Orzesza w latach 1979-1991

Pierwszy znany herb Orzesza pochodzi z pierwszej znanej pieczęci (lata 30 XIX w.) – przedstawiał on drwala, stojącego przed czterema drzewami liściastymi, rąbiącego jedno z nich siekierą. Wizerunek ten mówi o głównym zajęciu ówczesnych mieszkańców, którzy byli zobowiązani do wyrobu drewna w ramach świadczenia pańszczyzny. Pieczęć ta była używana zarówno w Orzeszu, jak i Jaśkowicach, o czym świadczy napis: ORZESCHE U: LASCHKOWITZ / PLESSNER CREYS. Po 1864 pieczęć została wycofana i zapomnieniu uległo również dawny herb Orzesza.
W 1962 r. po uzyskaniu praw miejskich rozpoczęto poszukiwania oryginalnego odcisku pieczęci, ale ponieważ go nie znaleziono, zaprojektowano nowy herb: na trójbarwnej, błękitno-biało-czerwonej trójpolowej tarczy herbowej umieszczono czarną gałązkę leszczyny z dzielonymi barwą wzdłużnie zielono-czarnymi liśćmi ze złotym orzechem. Barwy nawiązywały do jednego elementu barw śląskich (błękit) i polskich (biało-czerwone). Zielono-czarne liście symbolizowały tradycje górnictwa węglowego (barwy górniczego stanu), a orzech laskowy do nazwy miasta. Herb był błędny co do zasad heraldycznych, dobór barw niezgodny z zadami heraldycznymi; podobnie błędne było trójbarwne pole. Ten herb obowiązywał w latach 1979–1991.
Na początku lat 90 XX w. radni miasta Orzesze zastanawiali się czy utrzymać dotychczasowy herb, powrócić do XIX wiecznego lub utworzyć nowy. Wybrali ostatnią propozycję, argumentując, że do dawnego Orzesza przyłączono wiele nowych wsi i przysiółków stąd nowy bardziej odpowiedni.
Na nowy herb ogłoszono konkurs – wśród propozycji pojawiały się nawiązujące do patrona miejscowego kościoła (święty Wawrzyniec) lub do nazwy miasta – orzecha. Wybrano projekt artysty plastyka Zygmunta Stuchlika. Nowy herb miasta Orzesze wprowadzono 24 stycznia 1992 roku.